# 대구경북경제자유구역청 서울사무소
대구경북경제자유구역청 서울사무소는 대구경북경제자유구역 현안을 신속하게 중앙행정기관 및 산하 공공기관에 전달하여 원활한 업무지원을 달성하기 위해 설립된 대구경북경제자유구역청 소속기관으로 서울사무소장은 지방서기관(4급)으로 보한다. 서울특별시 서초구 헌릉로 7(염곡동 300-9) 대한무역투자진흥공사 IKP 401호에 위치하고 있다.